# Толстая задница и тупая башка
Толстая задница и тупая башка (англ. Fat Butt and Pancake Head) — эпизод 705 (№ 101) сериала «Южный Парк», его премьера состоялась 16 апреля 2003 года.

## Сюжет
Картман обнаруживает, что его ладонь превратилась в Дженнифер Лопес и теперь живёт почти самостоятельной жизнью. Звукозаписывающие компании нанимают её и увольняют настоящую Джей-Ло. Та пытается преследовать «соперницу» и в итоге оказывается по постановлению полиции официанткой в ресторане тако. Оказывается, что вся история с «ожившей рукой» была сыграна Картманом, чтобы посмеяться над Кайлом и Стэном (что может показаться очень странным и глупым поступком), однако в течение эпизода ладонь превратилась в самостоятельную личность, которой Эрик не может управлять.

## Пародии
- Во время сна Картмана одна из проигрываемых мелодий — звуки из игры Heroes of Might and Magic III. Звуки из этой игры проигрываются в сериале уже не первый раз.

## Факты
- Бен Аффлек уже появлялся в сериале ранее, в эпизоде «Как питаться с помощью задницы», но здесь он выглядит по-другому.
- Фанаты, по результатам одного из голосований, назвали этот эпизод самым смешным во всём сериале[1]. Кроме того, этот эпизод назвал своим любимым один из продюсеров шоу, Дэрил Сэнктон[2].
- Дженнифер Лопес в одном интервью высказывала недовольство по поводу этого эпизода[3].
- Ранее у Эрика была кукла, которая тоже любила тако и бурито, возможно, рука Картмана — это отсылка к эпизоду «Кошачья оргия».
- Когда Картман просыпается и говорит матери, что у него в постели Бен Аффлек, она отвечает: «Значит, Зубная Фея была очень очень довольна тобой!», но ранее, в эпизоде «Зуб за зуб зубной феи 2000» Лиэн объяснила сыну, что Зубной Феи не существует.
- В конце серии Картман смеётся над Кайлом, утверждая, что Митч Коннор (личность в его руке) — не более чем розыгрыш. Однако в эпизоде «201» выясняется, что это не так.